# Freedom Press

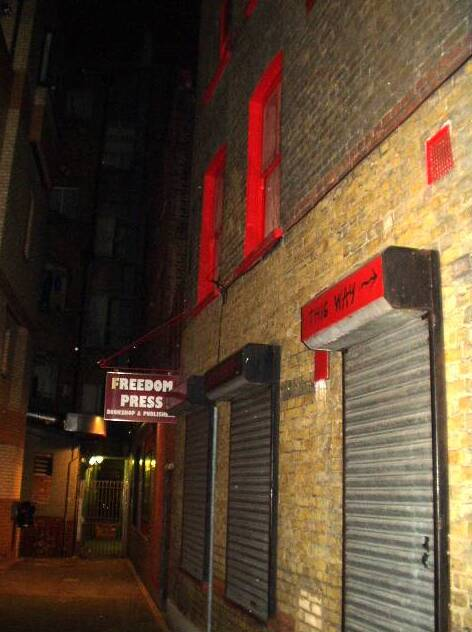
L'entrata della libreria Freedom Press a Whitechapel

Freedom Press è la più antica casa editrice anarchica di tutti i paesi anglofoni ed è la più grande del Regno Unito. Venne fondata nel 1886 a Whitechapel, un quartiere nel East End di Londra. Oltre che ai suoi numerosi libri e opuscoli, il gruppo pubblica anche un periodico quindicinale, Freedom (libertà, in inglese), l'unico giornale nazionale anarchico regolare in Gran Bretagna.

## Storia
Nel 1886 un gruppo di amici, tra cui Pëtr Kropotkin, che già pubblicavano il giornale Freedom, decisero di fondare la casa editrice, che ha operato, con brevi pause, sin da allora. Quando, all'inizio del 1945, Vernon Richards, il gestore di Freedom Press, ed altri tre editori furono arrestati con l'accusa di "aver minato l'affetto dei membri delle Forze di Sua Maestà", Benjamin Britten, E. M. Forster, Augustus John, Herbert Read, Osbert Sitwell e George Orwell istituirono il Comitato per la Difesa della Libertà con l'obbiettivo di "ripristinare le libertà elementari degli individui e delle organizzazioni, e per difendere coloro che sono stati perseguitati per aver esercitato il loro diritto d'esprimersi".
Nel marzo 1993 la libreria fu attaccata dal gruppo neofascista Combat 18, e infine bruciata. L'edificio conserva ancora qualche danno visibile e sono state installate delle protezioni di metallo alle porte e le finestre al piano terra, per proteggere da qualsiasi altro atto di violenza. Oggi Freedom Press rimane in uso come casa editrice, mentre la stampa è stata affidata ad Aldgate Press (una cooperativa fondata nel 1981). L'edificio ospita inoltre un club indipendente, un archivio, una biblioteca, un hacklab e un giornale. Freedom Press ha pubblicato opere di Colin Ward, Murray Bookchin, Gaston Leval, William Blake, Herbert Read e molti altri, oltre a 43 edizioni del giornale The Raven. I soggetti dei libri recenti sono stati Emiliano Zapata, Nestor Makhno, la ristampa di L'ABC dell'anarchismo di Alexandr Berkman e l'autobiografia di Vassilis Palaiokostas A Normal Life (pubblicata nel novembre 2021).